# Крапковице (община)
Община Крапковице (на полски: Gmina Krapkowice) е градско-селска община в Полша, ополско войводство, повят крапковишки. Административен център на общината е Крапковице. Населението на общината през 2004 година е 24 817 души.

## Повърхностната структура
Общината е с площ 97,44 km², включително: земеделска земя е 67%, горска земя е 18%. Територията на общината е 22,03%, а населението е 35% от крапковишки повятът.

## Населени места
Общината има 12 населени места:
- Крапковице
- Борек
- Домбровка Горна
- Живочице (Лигота)
- Жужеля (Бонков)
- Курница (Вигон, Чекай)
- Нови Двор Пруднишки
- Петна
- Рогов Ополски (Пошилек, Скала)
- Стеблов
- Шчиборовице (Весола, Ярчовице)